# Paragryllacris griffinii
Paragryllacris griffinii är en insektsart som beskrevs av Morgan Hebard 1922. Paragryllacris griffinii ingår i släktet Paragryllacris och familjen Gryllacrididae. Inga underarter finns listade i Catalogue of Life.